# Harrys

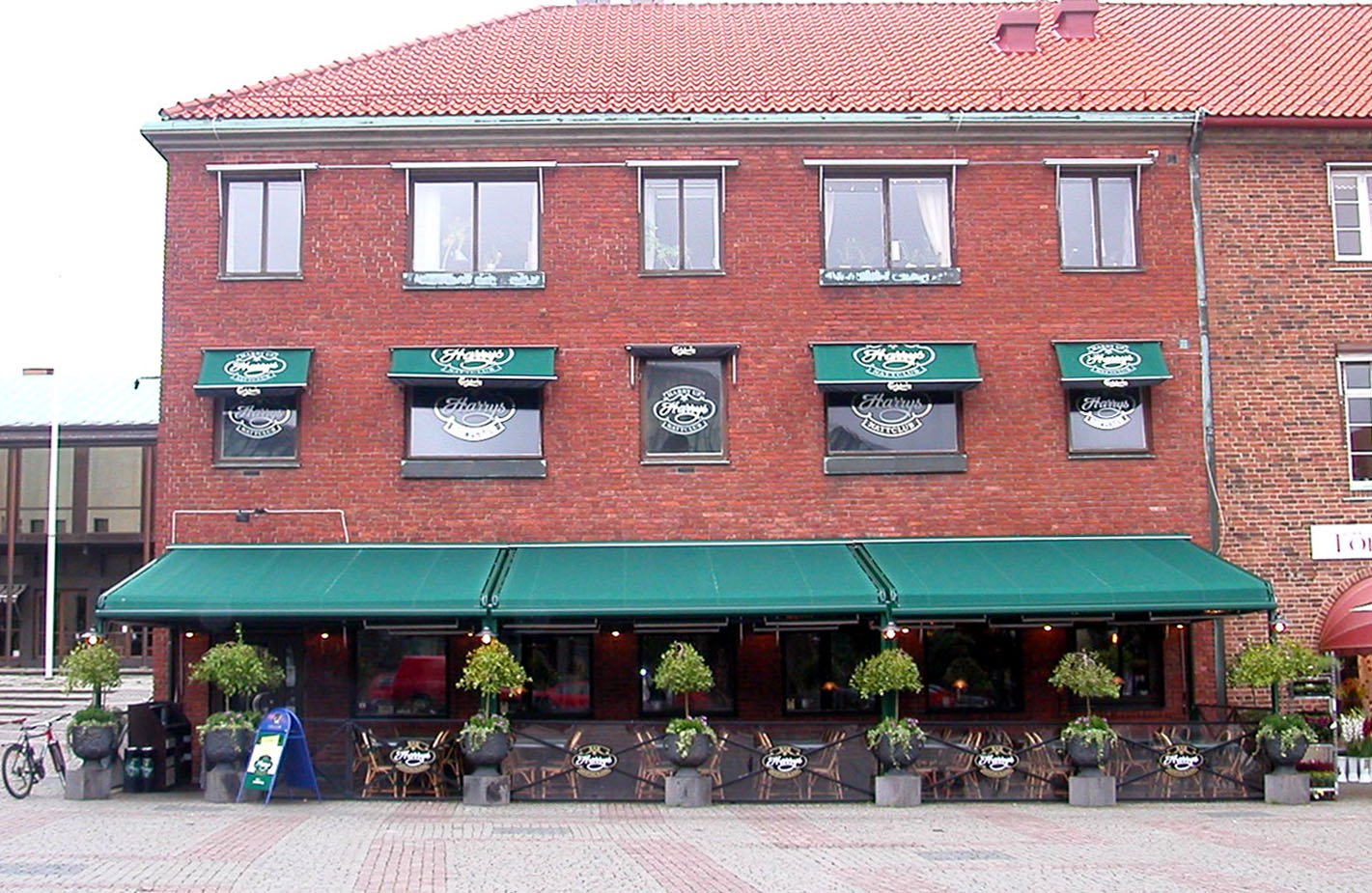
Harrys pub vid Rådhustorget i Falkenberg

Harrys är en svensk krogkedja. Krogkedjan Harrys startade på Rådhustorget i Falkenberg 1993 och finns idag på ett drygt 30-tal orter i Sverige. Krogarna drivs dels av fristående franchisetagare och dels av moderbolaget Harrys Pubar AB, med huvudkontor i Göteborg.  
2014 relanserade Harrys Pubar AB konceptet med ett uppdaterat inrednings- och matkoncept som betonar det svenska ursprunget.  
Krogkedjan sysselsätter cirka 1 000 personer i Sverige. 